# غابرييل قادري دي لا توري
ريكاردو غابرييل قادري دي لا توري (بالإسبانية: Gabriel Quadri) (ولد في 4 أغسطس 1954) معروف أكثر باسم غابرييل قادري هو سياسي مكسيكي ورجل أعمال حرة وعضو في حزب نويفا اليانزا وهو مرشح رئاسي لحزبه في الانتخابات العامة المكسيكية في عام 2012.

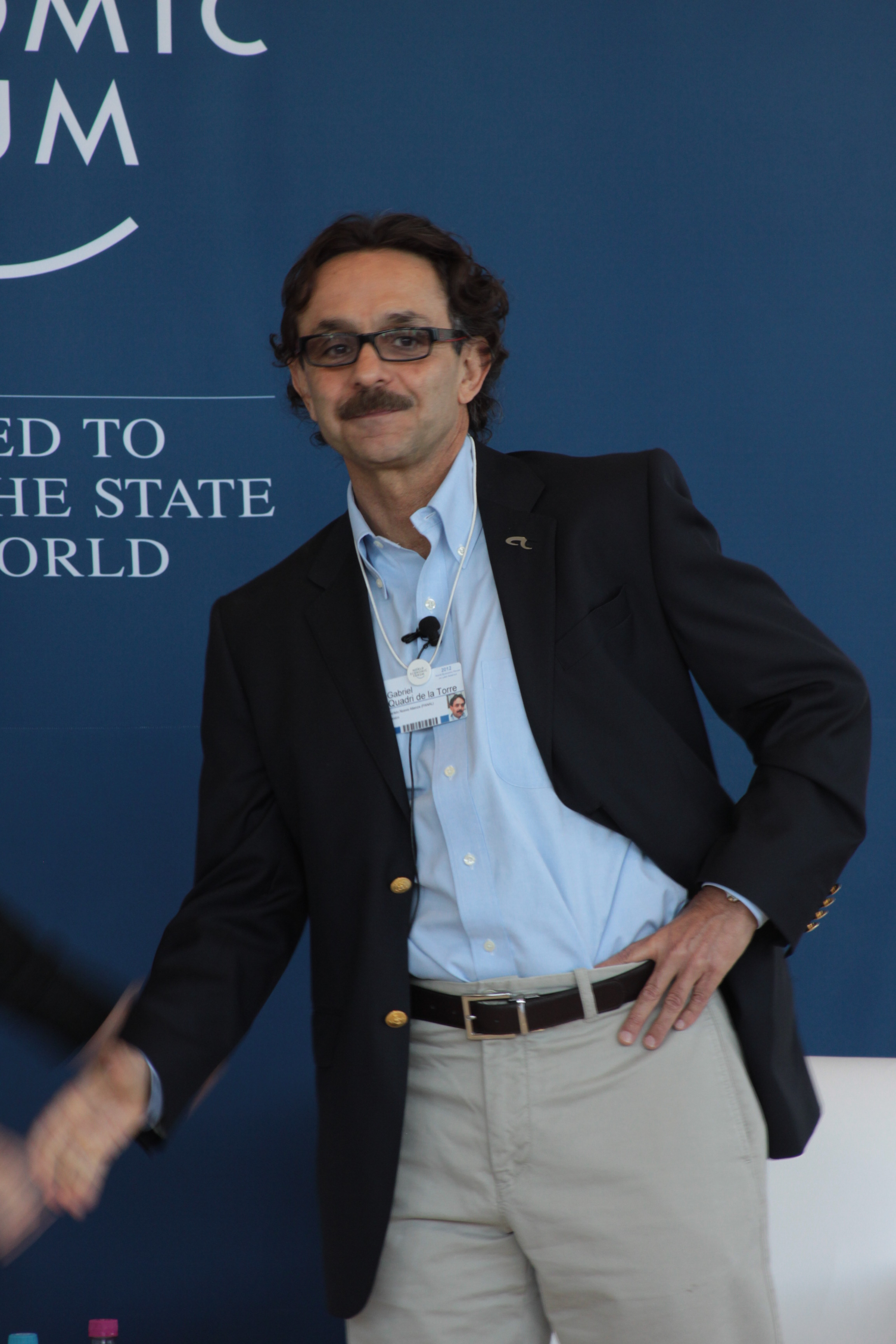
غابرييل قادري دي لا توري